# Кымгансан

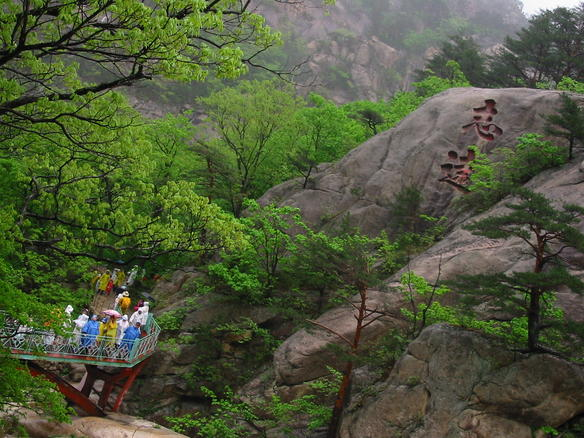
Заповедник в горах Кымгансан

Кымганса́н (кор. 금강산?, 金剛山?, «Алма́зные горы») — горный участок в КНДР высотой до 1638 метров и длиной в 80 километров. Расположен на восточном берегу Корейского полуострова в Туристическом регионе Кымгансан, ранее входившем в состав провинции Канвондо. Горы Кымгансан входят в состав хребта Тхэбэксан, который проходит по всей длине Корейского полуострова.
Кымгансан считается одним из красивейших мест в КНДР. Отличительной особенностью гор является необычный рельеф, сформированный в результате эрозии, в сочетании с несколькими озёрами и водопадами. Горы покрыты лесом и особенно красивы осенью, когда листья меняют свой цвет на жёлтый и багряный.
Своей красотой горы обязаны геологическому составу. Они почти полностью состоят из гранита и диорита, которые за многие века выветривания создали интересные формы. На Кымгансане насчитывается более 12 000 каменных образований.
Кымгансан и окружающая местность обычно делится на три части — внутренний Кымгансан, внешний Кымгансан и прибрежный Кымгансан. Каждая из этих частей имеет различные геологические и топографические особенности. Внутренний Кымгансан отличается большим разнообразием форм каменных образований, внешний Кымгансан знаменит большим количеством пиков и водопадов, а прибрежный — множеством лагун и каменных столбов.
На горе расположено множество старых буддистских храмов, многие из которых, однако, сейчас практически разрушены. Наиболее известные из них — Чхананса и Махайон.
В 2025 году гора была внесена в список объектов Всемирного наследия ЮНЕСКО.

## История
Курортная зона была создана в 1998 году в рамках укрепления отношений между странами, а в 2002 году её вывели в отдельную административную единицу, на территории которой действовали более свободные, чем во всей КНДР, законы. Курорт был закрыт в 2008 году после того, как северокорейские военные застрелили туристку из Южной Кореи.

## В искусстве
В 1973 году в КНДР состоялась постановка революционной оперы «Песня о Кымгансане», последней из «Пяти Великих революционных опер», считающихся главными произведениями оперного искусства КНДР.
В горах Кымгансан происходит сюжет основанного на корейской народной сказке мультфильма «Заколдованная гора», снятого в КНДР в 2008 г.